# Филатов, Николай Васильевич
Николай Васильевич Филатов (род. 8 января 1951, Уральск, Казахская ССР) — казахстанский государственный деятель. Аким города Караганды (1997—2000).

## Биография
Родился 8 января 1951 года в городе Уральске.

### Образование
В 1978 году окончил Технологический институт легкой и пищевой промышленности в городе Джамбуле.

### Трудовая деятельность
В 1968—1969 гг. — рабочий объединения «Джажбулкожобувь».
В 1969—1972 гг. служил в рядах Советской Армии.
С 1978 года по 1984 год — главный инженер Целиноградского хлебокомбината.
С 1984 года по 1987 год — главный инженер дирекции строящегося хлебомакаронного кондитерского комбината, директор хлебомакаронного кондитерского комбината Карагандинского производственного объединения хлбопекарной промышленности.
С 1987 года по 1988 год — директор хлебобулочного комбината в Карагандинской области, генеральный директор Карагандинского производственного объединения хлебопекарной промышленности.
С 1997 года по 2000 год — аким города Караганды.
С 2000 года по 2001 год — вице-президент «Абсолют Казахстан».
С 2001 года был президентом ОАО «Мамлютский мукомольный комбинат» (Северо-Казахстанская область).